# Next Generation ATP Finals
Pour l'épreuve du circuit sénior, voir Masters de tennis masculin
Pour les articles homonymes, voir NextGen.
Le tournoi Next Generation ATP Finals (également désigné sous l'appellation abrégée Next Gen ATP Finals) est un tournoi expérimental de tennis organisé par l'ATP à partir de 2017. Réunissant huit espoirs du tennis mondial de moins de 22 ans, ce tournoi a été créé afin d'expérimenter de nouvelles règles de jeu, mais aussi pour promouvoir une nouvelle génération de joueurs. Joué en fin de saison sur terrain dur et en intérieur, le tournoi doit se tenir à Milan jusqu'en 2022. L'édition 2020 a été annulée à cause de la pandémie de Covid-19.
L'ATP n'attribue pas de points pour cette compétition et ne comptabilise pas officiellement les titres remportés dans les palmarès des joueurs concernés.
De façon non officielle, cette compétition est également appelée Masters Next Gen en référence au Masters qui se déroule aussi en fin d'année.

## Règles de jeu
Lors de sa première édition, le tournoi expérimente de nouvelles règles de jeu :
- au meilleur des 5 sets
- les sets se déroulent en 4 jeux gagnants avec tie-break à 3 jeux partout,
- un point décisif est joué en cas d'égalité (40-40) en fin de jeu,
- les services let ne sont pas rejoués,
- les juges de ligne sont remplacés par la technologie Hawk-Eye,
- aucun échauffement avant le match, les joueurs ont accès à un terrain séparé pour le faire[3],
- un chronomètre visible comptabilise le temps des arrêts de jeu entre les points, les jeux et les sets, les joueurs ont droit à 25 secondes après un point pour effectuer leur service, ce temps est réduit à 15 secondes si l'échange a duré moins de 3 coup[3],
- les joueurs ont droit à 8 secondes entre un premier et un second service,
- les joueurs n'ont droit qu'à un seul medical time out par match,
- les joueurs peuvent être coachés par leur entraîneur à des moments bien précis.

## Sélection des joueurs
Le tournoi réunit les sept joueurs de moins de 22 ans les mieux classés à l'ATP, ainsi qu'un invité issu d'un tournoi de qualification entre les huit meilleurs joueurs italiens de 22 ans et moins,.

## Palmarès
| No | Date       | Nom et lieu du tournoi       | Catégorie       | Dotation    | Surface    | Vainqueur          | Finaliste       | Score                     |         |
| -- | ---------- | ---------------------------- | --------------- | ----------- | ---------- | ------------------ | --------------- | ------------------------- | ------- |
| 1  | 07-11-2017 | Next Gen ATP Finals, Milan   | Next Gen Finals | 1 275 000 $ | Dur (int.) | Chung Hyeon        | Andrey Rublev   | 35-4, 4-32, 4-2, 4-2      | Tableau |
| 2  | 06-11-2018 | Next Gen ATP Finals, Milan   | Next Gen Finals | 1 275 000 $ | Dur (int.) | Stéfanos Tsitsipás | Alex de Minaur  | 2-4, 4-1, 4-33, 4-33      | Tableau |
| 3  | 04-11-2019 | Next Gen ATP Finals, Milan   | Next Gen Finals | 1 400 000 $ | Dur (int.) | Jannik Sinner      | Alex de Minaur  | 4-2, 4-1, 4-2             | Tableau |
| 4  | 09-11-2021 | Next Gen ATP Finals, Milan   | Next Gen Finals | 1 300 000 $ | Dur (int.) | Carlos Alcaraz     | Sebastian Korda | 4-35, 4-2, 4-2            | Tableau |
| 5  | 08-11-2022 | Next Gen ATP Finals, Milan   | Next Gen Finals | 1 400 000 $ | Dur (int.) | Brandon Nakashima  | Jiří Lehečka    | 4-35, 4-36, 4-2           | Tableau |
| 6  | 28-11-2023 | Next Gen ATP Finals, Djeddah | Next Gen Finals | 2 000 000 $ | Dur (int.) | Hamad Medjedović   | Arthur Fils     | 36-4, 4-1, 4-2, 39-4, 4-1 | Tableau |
| 7  | 18-12-2024 | Next Gen ATP Finals, Djeddah | Next Gen Finals | 2 050 000 $ | Dur (int.) | João Fonseca       | Learner Tien    | 2-4, 4-38, 4-0, 4-2       |         |

## Vainqueurs en juniors et en seniors
| Joueur             | Next Gen | Masters |
| ------------------ | -------- | ------- |
| Stéfanos Tsitsipás | 2018     | 2019    |
| Jannik Sinner      | 2019     | 2024    |